# Amado mio
Amado mio (preceduto da Atti impuri), è un libro postumo di Pier Paolo Pasolini pubblicato per la prima volta nel 1982 e costituito da due racconti inediti giovanili. In gran parte autobiografici, i due testi raccontano delle difficoltà dell'autore nei confronti della propria omosessualità. Amado mio è stato pubblicato per la prima volta in lingua ungherese dalla casa editrice Kalligram, con la traduzione di Ágnes Preszler.

## Trama
La prima storia, scritta in modo diaristico, è ambientata nella campagna friulana di Casarsa della Delizia tra gli sfollati della seconda guerra mondiale, col conflitto sempre presente sullo sfondo: la pesante atmosfera del contesto bellico accentua e rispecchia la sofferenza privata del personaggio protagonista. La bellezza aulica del paesaggio contribuisce poi ad esacerbarne la sensibilità estetica e sensuale. Il narratore, un giovane studente dell'università di Bologna che vive assieme alla madre maestra, improvvisa una classe per dare i primi rudimenti scolastici ai bambini del paese. Nel contempo s'innamora d'uno dei suoi giovani allievi appena entrati nell'età dell'adolescenza.
La seconda storia è ambientata in un'atmosfera un po' più leggera, nei primi anni dopo il termine della guerra, narra la difficile storia d'un giovane uomo, Desiderio, alla ricerca dell'amore nella persona d'un ragazzetto contadino; assieme agli amici finiranno per andar in gita in bicicletta fino alla spiaggia di Santa Margherita. Tra giochi sulle rive del Tagliamento, sagre di paese, balli e cinema in compagnia, si dipana la crescita interiore di Desiderio, come tappe di formazione sia intellettuale che personale: il titolo "Amado mio" si riferisce al film Gilda in cui Rita Hayworth interpreta questa canzone. È il film che la compagnia di amici di Desiderio va a vedere al cinema in quell'estate del dopoguerra.

## Edizioni
- Amado mio (preceduto da Atti impuri), a cura di Concetta Angeli, con uno scritto di Attilio Bertolucci, Collana Le mosche bianche, Milano, Garzanti, 1982, ISBN 978-88-11-66275-4.
- Amado mio, preceduto da Atti impuri, Collana gli elefanti, Milano, Garzanti, 2000, ISBN 978-88-11-66929-6.